# Zinho
Crizam César de Oliveira Filho, beter bekend als Zinho (Nova Iguaçu, 17 juni 1967) is een voormalig Braziliaans voetballer en voetbaltrainer.

## Biografie
Zinho begon zijn carrière in 1986 bij Flamengo en won er twee keer het Campeonato Carioca mee en twee keer de landstitel. In 1990 won de club ook nog de Copa do Brasil. In 1993 maakte hij de overstap naar Palmeiras, waar hij twee keer op rij zowel het Campeonato Paulista als de landstitel won, in 1993 won hij ook nog het Torneio Rio-São Paulo. Na twee jaar bij het Japanse Yokohama keerde hij terug naar Palmeiras voor drie jaar en won er in 1998 de Copa do Brasil mee, de Copa Mercosur en in 1999 de Copa Libertadores.
In 2000 maakte hij de overstap naar Grêmio waarmee hij het Campeonato Gaúcho en de Copa do Brasil won. Na nog een seizoen bij Palmeiras ging hij in 2003 voor Cruzeiro spelen en won ook daar de landstitel, Copa do Brasil en Campeonato Mineiro mee. Na nog twee seizoenen bij Flamengo ging hij in 2005 voor de kleinere club Nova Iguaçu spelen en won de titel van de Série B van het Campeonato Carioca. Hij beëindigde zijn carrière bij het Amerikaanse Miami.
Zinho debuteerde in 1989 in het Braziliaans nationaal elftal en speelde 55 interlands, waarin hij 7 keer scoorde. Hij werd met zijn vaderland wereldkampioen in 1994. Hij speelde mee in de finale, maar werd na 106 minuten gewisseld voor Viola.

## Erelijst
Flamengo
- Campeonato Carioca: 1986, 1991, 2004
- Copa União:1987
- Copa do Brasil: 1990
- Campeonato Brasileiro Série A: 1992
- Taça Guanabara: 2004

 Palmeiras
- Campeonato Paulista: 1993, 1994
- Torneio Rio-São Paulo: 1993, 1994
- Campeonato Brasileiro Série A: 1993, 1994
- Copa do Brasil: 1998
- Copa Mercosul: 1998
- CONMEBOL Libertadores: 1999

 Yokohama Flügels
- Asian Cup Winners' Cup: 1995
- Asian Super Cup: 1995

 Grêmio
- Campeonato Gaúcho: 2001
- Copa do Brasil: 2001

 Cruzeiro
- Campeonato Brasileiro Série A: 2003

 Nova Iguaçu
- Campeonato Carioca Série A2: 2005

 Brazilië
- FIFA WK: 1994
- Rous Cup: 1995

Individueel
- Placar Bola de Prata: 1988, 1992, 1994, 1997
- Zuid-Amerikaans Team van het Jaar: 1994